# Robert Guérin
Robert Guérin (Franciaország, 1876. június 28. – 1952. március 19.) újságíró, sporttisztviselő, a FIFA kezdeményezője és első elnöke.

## Életpályája
A Le Matin újság sportrovatánál a labdarúgással foglalkozott. Aktív nemzeti sporttevékenységének köszönhetően az Unió Football Department labdarúgócsapat titkáraként, valamint a Francia Atlétikai Szövetség képviseletében szolgálta a sportokat.

## Sportvezetőként
Nemzetközi szervező munkájának eredményeként 1904. május 22-ére összehozta a nemzetközi labdarúgó-kongresszust. Az értekezés eredményeként megalakult a Nemzetközi Labdarúgó-szövetség (FIFA), aminek 28 évesen alapítóként az első elnöke (1904-1906) lett. Sportpolitikai eredményeként további nyolc tagszövetség csatlakozott a szervezethez. 1906-ban kezdeményezte első nemzetközi világbajnokságot, de az elképzelése kevés sikert ért el.